# Elezioni parlamentari a Cuba del 1981
Le elezioni parlamentari a Cuba del 1981 si tennero il 28 dicembre.
Si trattò di elezioni parlamentari indirette. L'11 e il 18 ottobre furono eletti i membri delle 169 assemblee municipali. Al primo turno (11 ottobre) votarono 6 097 139 cubani, con un'affluenza del 97%, mentre al secondo turno l'affluenza fu del 93,6%.
Il 28 dicembre, i membri delle assemblee municipali elessero i 499 deputati dell'Assemblea nazionale del potere popolare. I candidati furono scelti da una commissione composta dal Partito Comunista di Cuba, dall'Unione dei Giovani Comunisti e dalle altre organizzazioni di massa.